# Olmillos de Muñó
Olmillos de Muñó ist ein Ort und eine nordspanische Landgemeinde (municipio) mit 40 Einwohnern (Stand: 2024) im Zentrum der Provinz Burgos in der Autonomen Gemeinschaft Kastilien-León.

## Lage und Klima
Olmillos de Muñó liegt in der kastilischen Hochebene (meseta) etwa 24 km (Fahrtstrecke) südwestlich von Burgos in einer Höhe von ca. 810 m.

## Bevölkerungsentwicklung
| Jahr      | 1970 | 1981 | 1991 | 2001 | 2011 | 2021 |
| Einwohner | 81   | 65   | 53   | 43   | 43   | 36   |

## Sehenswürdigkeiten
- Kirche Mariä Himmelfahrt (Iglesia La Asunción de Nuestra Señora)

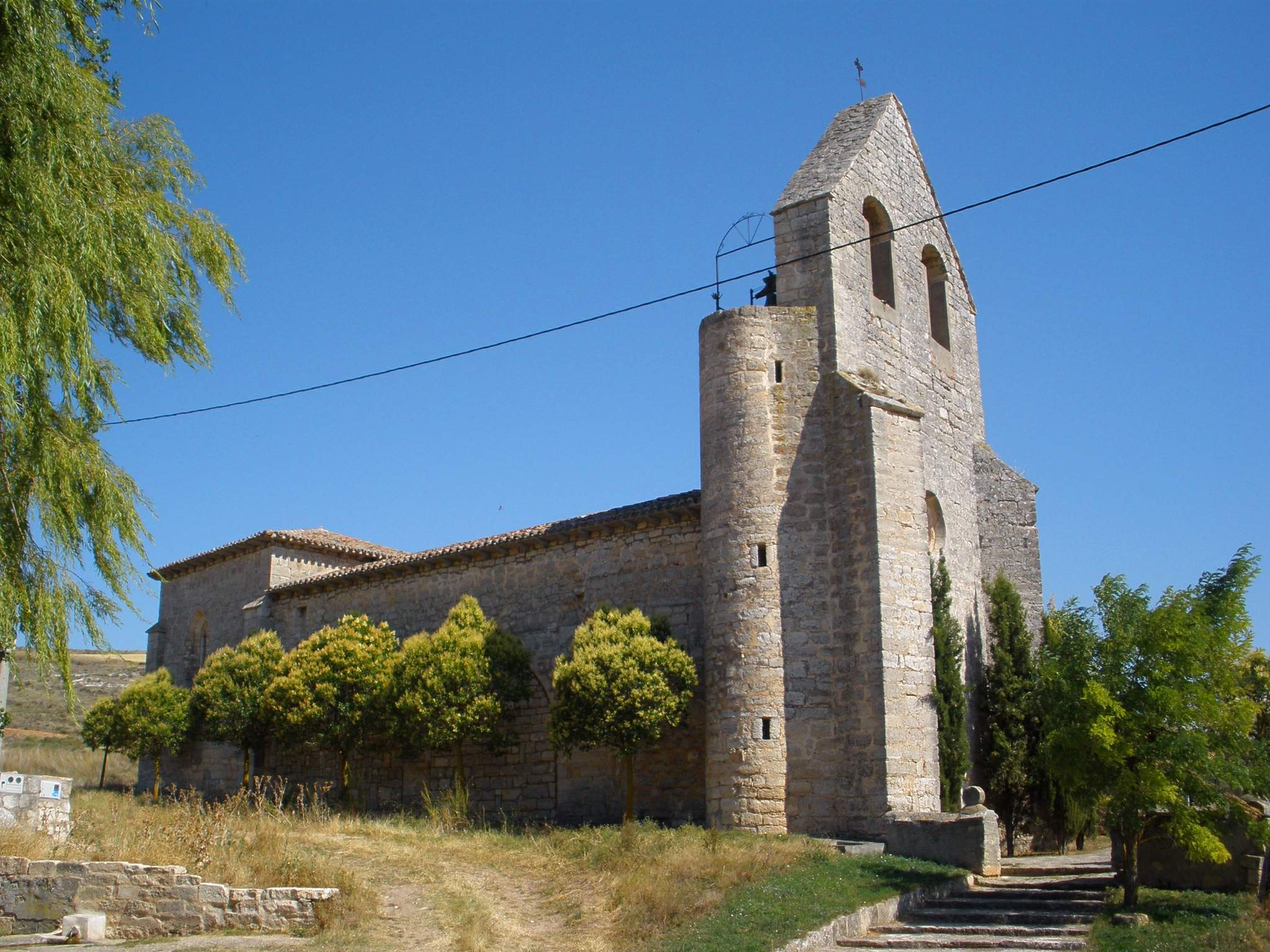
Kirche Mariä Himmelfahrt